# 47 Ursae Majoris
Chalawan
Désignations
47 Ursae Majoris (en abrégé 47 UMa) ou Chalawan est une naine jaune très similaire (type spectral G1V) au Soleil et située à ∼ 45,3 a.l. (∼ 13,9 pc) dans la constellation de la Grande Ourse. Elle est visible à l'œil nu avec une magnitude apparente de 5,05. Depuis 2002, on a découvert qu'elle possédait trois exoplanètes. Chalawan est 72e dans le top 100 des étoiles cibles du programme Terrestrial Planet Finder de la NASA.

## Système planétaire

Orbites des planètes du système de Chalawan.

La planète 47 Ursae Majoris b (également nommée Taphao Thong) a été la première à période orbitale longue à être découverte en 1996, avec de plus une faible excentricité. Elle fait 2,63 fois la masse de Jupiter et réalise son orbite en 1 089 jours.
Une seconde planète, 47 Ursae Majoris c (ou Taphao Kaew), fut découverte en 2002, et réalise son orbite en 2 594 jours.
Les deux planètes ont une configuration similaire à celle de Jupiter et Saturne, aussi bien du point de vue orbite que masse.
Les simulations suggèrent que la partie intérieure de la zone habitable pourrait abriter une planète tellurique, bien que la zone externe soit gênée par la proximité de Taphao Thong qui de plus réduirait la quantité d'eau donnée pendant la phase d'accrétion,. Cela pourrait signifier que cette planète serait petite et sèche.
Une troisième planète, 47 Ursae Majoris d, fut découverte le 6 mars 2010 avec une période orbitale de 14 002 jours.

### Tableau des exoplanètes
| Planète | Masse (MJ)        | Période orbitale (en jours) | Axe semi-majeur (ua) | excentricité  |
| ------- | ----------------- | --------------------------- | -------------------- | ------------- |
| b       | >2.63 ± 0.23      | 1089.0 ± 2.9                | 2.13 ± 0.12          | 0.061 ± 0.014 |
| c       | >0.79 ± 0.13      | 2594 ± 90                   | 3.79 ± 0.24          | 0.00 ± 0.12   |
| d       | >1.64 +0.29 −0.48 | 14002+4018 −5095            | 11.6+2.1 −2.9        | ?             |